# Buntley Bluff
Das Buntley Bluff ist ein markantes und 3 km langes Felsenkliff an der Hillary-Küste in der antarktischen Ross Dependency. Es ragt unmittelbar nördlich des Kap Lankester und südöstlich des Anthony Bluff an der Mündung des Mulock-Gletschers in das Ross-Schelfeis auf.
Der United States Geological Survey kartierte das Kliff anhand eigener Tellurometer-Vermessungen und Luftaufnahmen der United States Navy aus den Jahren von 1959 bis 1963. Das Advisory Committee on Antarctic Names benannte es 1965 nach Ronald E. Buntley (1931–2010) vom Civil Engineer Corps der US Navy, Verantwortlicher für das Personal auf dem Flugfeld Williams Field am McMurdo-Sund während der Operation Deep Freeze des Jahres 1964.